# Prufu Bolong
Der Prufu Bolong (französische Schreibweise Prufu Bôlon, manchmal nur als Prufu bezeichnet) ist ein linker Nebenfluss des westafrikanischen Gambia-Flusses.

## Geographie
Der Prufu Bolong entspringt etwa 15 Kilometer nordöstlich von dem Ort Vélingara in senegalesischen Region Kolda. Der Fluss, mit einer gesamten Länge von ungefähr 25 Kilometer, fließt in nordwestlicher Richtung, bis er ungefähr zwölf Kilometer vor seiner Mündung die Grenze zu Gambia überschreitet und mit knapp dreißig Meter Breite rund einen Kilometer östlich von Basse Santa Su in den Gambia mündet.
Der Zusatz Bolong, den viele Nebenflüsse des Gambias haben, bedeutet in der Sprache der Mandinka „bewegliches Wasser“ oder „Nebenfluss“.